# الدوري السلوفيني لكرة القدم 1984–85
الدوري السلوفيني لكرة القدم 1984–85 هو موسم من الدوري السلوفيني لكرة القدم ‏. فاز فيه نادي كوبر.